# Harry Smith (1889–1971)
Karl August Harald "Harry" Smith, född 14 september 1889 i Stockholm, död 21 december 1971, var en svensk botaniker.
Harry Smith var son till godsägaren Robert August Smith, och kusin till Helmer Smith. Han avlade mogenhetsexamen i Uppsala 1907 och studerade därefter vid Uppsala universitet där han blev filosofie kandidat 1912, filosofie licentiat 1917 och filosofie doktor 1920. Smith var botaniker och torvgeolog vid Svenska mosskulturföreningen i Jönköping 1917–1919, var från 1920 docent i växtbiologi vid Uppsala universitet och blev 1926 konservator (senare museiassistent) samt var från 1947 förste museiintendent vid Uppsala universitets botaniska institution. 1907–1920 gjorde han i botaniskt och kvartärgeologiskt syfte vidsträckta resor i Sverige och Norge, särskilt i fjällen, samt i Danmark, och sina resultat lade han fram bland annat i Vegetationen och dess utvecklingshistoria i det centralsvenska högfjällsområdet (1920, doktorsavhandling, publicerade i Norrländskt handbibliotek, 9). Sitt anseende som framstående botanisk fjällforskare befäste Smith genom undersökningar kring Torne träsk och i norra Torne lappmark (Bidrag till Torne lappmarks flora, 1924) och framför allt genom tre resor till högfjällsområdet i sydvästra Kina: 1921-1923 till provinserna Chili, Yunnan och Sichuan samt angränsande delar av östra Tibet, 1924-1925 till provinsen Shanxi och 1934–1936 till provinsen Sikang, Från dessa färder samt från färder samt från färder i norra Kina hemförde han stora värdefulla växtsamlingar, vilka han bearbetade i en rad vetenskapliga skrifter.